# 鉛筆裙

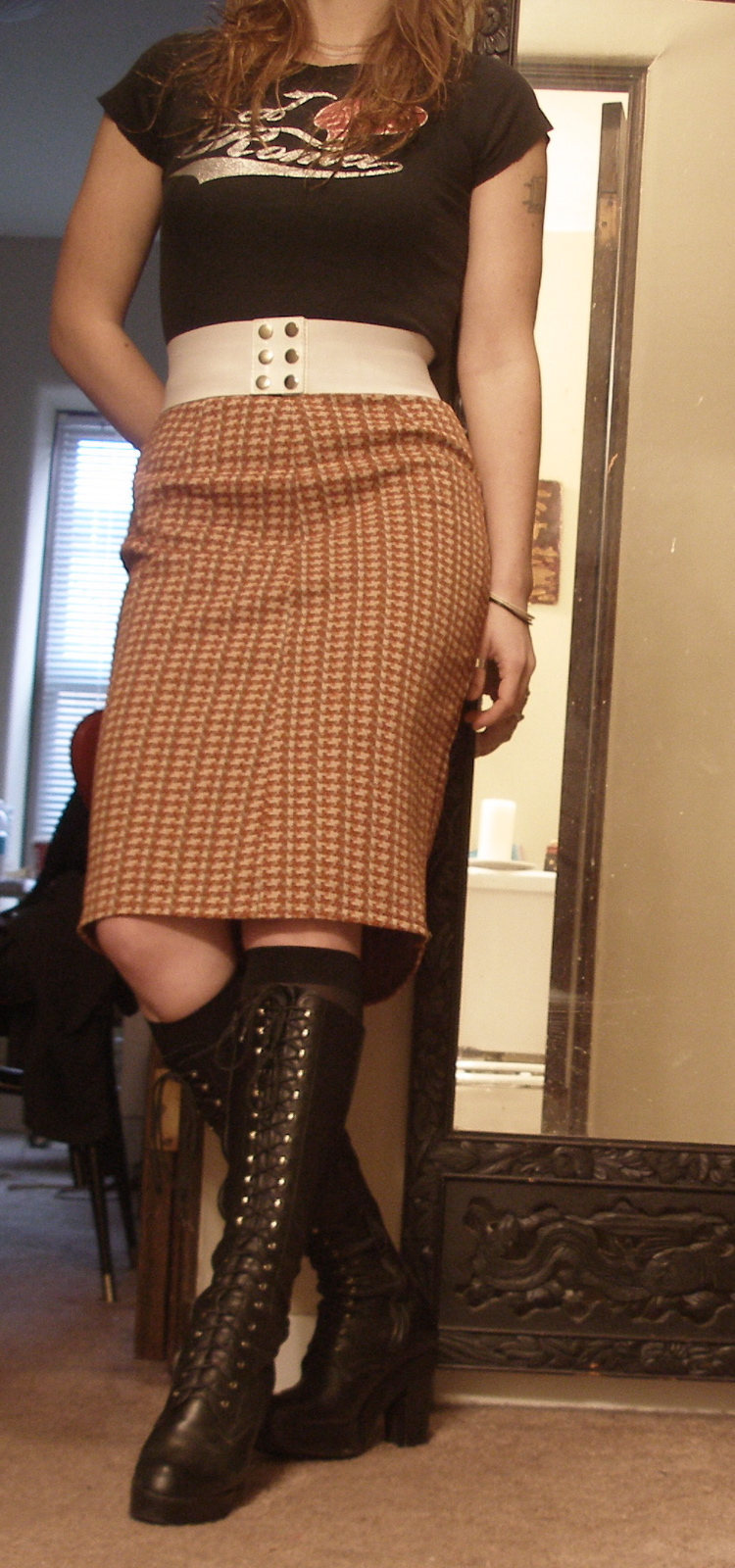
現代鉛筆裙

鉛筆裙是一種直且窄的緊身裙。一般下擺會削減，長度及膝或過膝，其命名如同其形狀—細長的像鉛筆一樣。

## 樣式
鉛筆裙通常可單穿或作為西裝的一部份。其細長且窄的形狀，會限制穿著者的活動，所以通常在其後會開衩，或有部分開衩在其兩側。某些鉛筆裙會以打褶來取代開衩，以免暴露少許皮膚。而傳統上搭配鉛筆裙的鞋子為高跟鞋，以及純色的絲襪或褲襪。20世紀50年代為經典的鉛筆裙時代。
鉛筆裙在20世紀60年代走入休閒、年輕化，鉛筆裙與休閒鞋為當時的流行。

## 歷史
在西方服裝史中，窄與合身的裙子有悠久的歷史。其前身是一戰前俄派芭蕾的時尚靈感所出現的hobble skirt，是一種下擺狹窄而嚴重阻礙活動的長窄裙。
20世紀40年代，法國設計師克里斯汀·迪奧推出了經典的現代鉛筆裙，以H字來做為其形狀的描述。與A字裙形成強烈的對比。
鉛筆裙很快地變成辦公室的流行穿著。其成功因素為喚醒了在配給的二戰與冷戰時期，追求新流行的女性慾望，再加上嚴峻的經濟環境，以及布料昂貴等因素。

## 穿著
鉛筆裙與寬鬆的裙子不同，其可隨著穿著者的活動及姿勢做一些調整。行走時跨步的距離要短；要優雅的進出車門是需要練習的；坐下時雙腿會併攏，因為活動有其限制。對於爬樓梯及騎自行車而言，穿著鉛筆裙是非常困難的。鉛筆裙因為不通風，所以是保暖的，也不太可能會被陣風吹起。
其背後中央的開衩或是打褶，能使穿著者容易正常行走，且保持優雅的姿態。